# Alexandru Vodă Ipsilanti
Alexandru Vodă Ipsilanti (n. 1726, Constantinopol, Imperiul Otoman – d. 13 ianuarie 1807, Constantinopol, Imperiul Otoman) a fost domn în Țara Românească: 15 septembrie 1774 - februarie 1782 și august 1796 - decembrie 1797 și în Moldova: decembrie 1786 - 19 aprilie 1788.

## Domnii
Se trăgea dintr-o familie grecească din Constantinopol, care s-a stabilit în țară și s-a încuscrit cu boierii români. Înainte de a primi domnia, a fost dragoman al Porții. A fost un om foarte învățat și dornic de reforme. 
Prima investire s-a făcut contrar voinței boierilor munteni, care potrivit unui document olandez din 3 noiembrie 1774, aleseseră „ca domn al lor pe Ștefan Prascoveanu”. A alcătuit un nou sfat domnesc, compus aproape numai din boieri pământeni, în care a fost inclus și Ștefan Prascoveanu. Excepție făcea dregătoria de spătar, încredințată unui prieten grec, dar și aceasta, spre sfârșitul domniei a fost încredințată lui Ienăchiță Văcărescu. A scutit mănăstirile de mai multe dări și le pune numai o taxă pentru susținerea școlilor. Ia pe plata domniei caii de poștă, care până atunci trebuiau întreținuți de locuitori. Desemnează căpitani pentru paza granițelor și a liniștii publice. Organizează tribunalele, tipărește în românește o condică de legi, întocmește o condică în care să se treacă toate protocoalele judecăților și documentele înfățișate la procese. El era nepot al lui Constantin Psiolu, grec adus în Moldova de Grigore al II-lea Ghica pe la 1736 și fusese numit domn la insistențele lui Thugut.
În timpul scurtei sale domnii din Moldova, ienicerii trimiși să păzească granițele de ruși au atacat Iașiul pe care l-au prădat; ienicerii atacă și palatul domnesc, de unde abia sunt respinși, jefuiesc satele, de unde iau o mulțime de vite. Dupa aceea, Ipsilanti se lasă luat prizonier de austrieci.
În a doua domnie din Țara Românească a fost lacom. Pierde tronul din cauza intervențiilor amiralului Chiuciuc Husein care, trebuind să lupte împotriva lui Pasvanoglu, cere ca în locul bătrânului Ipsilanti sa fie numit Constantin Hangerli.
Ipsilanti tipărește în 1780 o condică pravilnicească compusă după legile bizantine și după obiceiul pământului. Astfel este, de pildă, dispoziția ca fata să nu mai aibă drept la moștenire după moartea părinților dacă a fost înzestrată. O altă dispoziție prevede ca numai băieții să moștenească moșia din care se trage numele familiei, pe când fetele să vină numai la împărțirea celorlalte moșii. Condica lui Ipsilanti reprezintă un progres, deoarece este o lege civilă și nu numai bisericească și penală, așa cum erau pravilele lui Matei Basarab și Vasile Lupu. Tot Ipsilanti a înființat la București trei tribunale cu drept de apel la divanul domnesc.